# Eupithecia callunaria
Eupithecia callunaria là một loài bướm đêm trong họ Geometridae.